# Baby (stacja kolejowa)
Baby – stacja kolejowa w Babach, w województwie łódzkim, w Polsce. Stacja wyposażona jest w monitoring, system zapowiedzi głosowych i stojaki rowerowe.

## Ruch pasażerski[1]
| Rok  | Wymiana pasażerska na dobę |
| ---- | -------------------------- |
| 2017 | 20-49                      |
| 2018 | 50-99                      |
| 2019 | 50-99                      |
| 2020 | 50-99                      |
| 2021 | 100-149                    |
| 2022 | 150-199                    |
| 2023 | 150-199                    |
| 2024 | 200-299                    |

## Połączenia
- Częstochowa Osobowa
- Koluszki
- Łódź Kaliska
- Piotrków Trybunalski
- Radomsko